# Gobiesox punctulatus
Gobiesox punctulatus är en fiskart som först beskrevs av Poey, 1876.  Gobiesox punctulatus ingår i släktet Gobiesox och familjen dubbelsugarfiskar. Inga underarter finns listade i Catalogue of Life.